# Fredericia 1945
|  | Denne artikel er oprettet af botten Steenthbot ud fra en ekstern database. Den kan derfor have sproglige fejl eller mangler. Denne skabelon kan fjernes efter kontrol af indholdet. |

Fredericia 1945 er en dansk dokumentarisk optagelse fra 1945.

## Handling
Optagelser af fangetransport april 1945 og 5. maj 1945 i Fredericia. Britisk militær ankommer og hyldes. Frihedskæmpere går parade. Danske frihedskæmpere og britiske soldater tilbereder mad i vejkanten. Tyske tropper på vej hjem. Lillebæltsbroen. De Hvide Busser ankommer, fanger i tog og på bårer, skrift på togvogn: Buchenvald-Neuengamme-København. Tyske soldater på vej hjem. Danske flag ud af vinduerne, opslag med slagord fra Danmarks Kommunistiske Parti, britiske flag i gaderne. Frihedskæmper-parade.